# Ruth Lyttle Satter
Ruth Lyttle Satter (née le 8 mars 1923 et décédée le 3 août 1989) était une botaniste américaine surtout connue pour ses travaux sur le rythme circadien des feuilles.

## Biographie
Ruth Lyttle Satter est née le 8 mars 1923 à New York sous le nom de Ruth Lyttle.
Satter a obtenu son baccalauréat en mathématiques et en physique du Barnard College en 1944. Après avoir obtenu son diplôme, elle a travaillé chez les Laboratoires Bell et Maxson Company. En 1946, elle a épousé Robert Satter et en 1947, elle est devenue femme au foyer, se consacrant à l'éducation de ses quatre enfants et de ceux de Robert, Mimi, Shoshana, Jane et Dick,,. Tout en élevant ses enfants, son amour des plantes l'a amenée à suivre la formation d'horticultrice du jardin botanique de New York en 1951 et à servir comme instructrice d'horticulture à la YMCA Hobby School de 1953 à 1963.
En 1964, elle a commencé ses études supérieures en physiologie végétale à l'université du Connecticut, où elle a obtenu son doctorat en botanique en 1968. Au cours de ses travaux de doctorat, Satter a commencé à démêler les fondements moléculaires de l'horloge circadienne des plantes. Elle a déterminé l'impact de la lumière rouge/rouge lointain et du photopigment (en) associé, le phytochrome, sur la morphogenèse des plantes. Ses travaux sur les rythmes circadiens définiront sa carrière et auront un impact marqué sur le domaine de la chronobiologie.
En 1968, après avoir terminé son doctorat, Satter a rejoint le laboratoire d'Arthur W. Galston (en) à l'université Yale pour travailler d'abord comme biologiste puis comme chercheuse associée. À Yale, Satter a poursuivi ses recherches sur la chronobiologie végétale en étudiant le contrôle des mouvements des feuilles. Son travail a démontré que le flux ionique dans les cellules motrices des feuilles entraîne ce mouvement et que les mêmes mécanismes contrôlent le mouvement si la plante se trouve dans un environnement avec un cycle lumière-obscurité ou un environnement avec une lumière constante ou une obscurité constante. De plus, en 1980, elle a co-écrit la troisième édition de The Life of the Green Plant, un manuel sur la physiologie et la botanique des plantes, avec Galston et un autre collègue, Peter J. Davies (en),.
En 1980, Satter est également devenue professeure résidente à l'université du Connecticut, où elle a découvert que le cycle du phosphatidylinositol est le mécanisme de base de la transduction de la lumière dans les cellules motrices des feuilles. La même année, Ruth a reçu un diagnostic de leucémie lymphoïde chronique, mais ce diagnostic n'a fait qu'accroître sa concentration scientifique. Pendant cette période, elle a publié de nombreux articles, travaillé sur un livre et a acquis une renommée internationale pour ses travaux sur la chronobiologie. Elle est également restée active avec son mari alors qu'ils parcouraient le monde à vélo, à la nage et à la découverte de différentes cultures.

## Décès et héritage
Bien que Satter soit restée active pendant la majeure partie de sa maladie, sa santé a commencé à se détériorer à la fin des années 1980. Alors que sa qualité de vie s'effondrait, elle a choisi de mettre fin au traitement et de prendre en main le temps qui lui restait. Sa paix avec cette décision et ses derniers jours ont été immortalisés par son mari dans un article du New York Times.
Satter a finalement perdu sa longue bataille contre la leucémie à l'âge de 66 ans, le 3 août 1989. Le testament de Satter a créé le Ruth Satter Memorial Award qui offre 1000 $ aux femmes qui ont interrompu leurs études pendant au moins trois ans pour élever une famille. En 1990, le prix Ruth Lyttle Satter en mathématiques a également été créé en sa mémoire, avec des fonds donnés par sa sœur, Joan Birman. Le prix est décerné tous les deux ans et honore l'engagement de Satter dans la recherche et encourage les femmes dans la science en attribuant 5000 $ à une femme qui a apporté une contribution significative à la recherche en mathématiques.

## Contributions à la chronobiologie

### Mécanismes du rythme circadien des feuilles

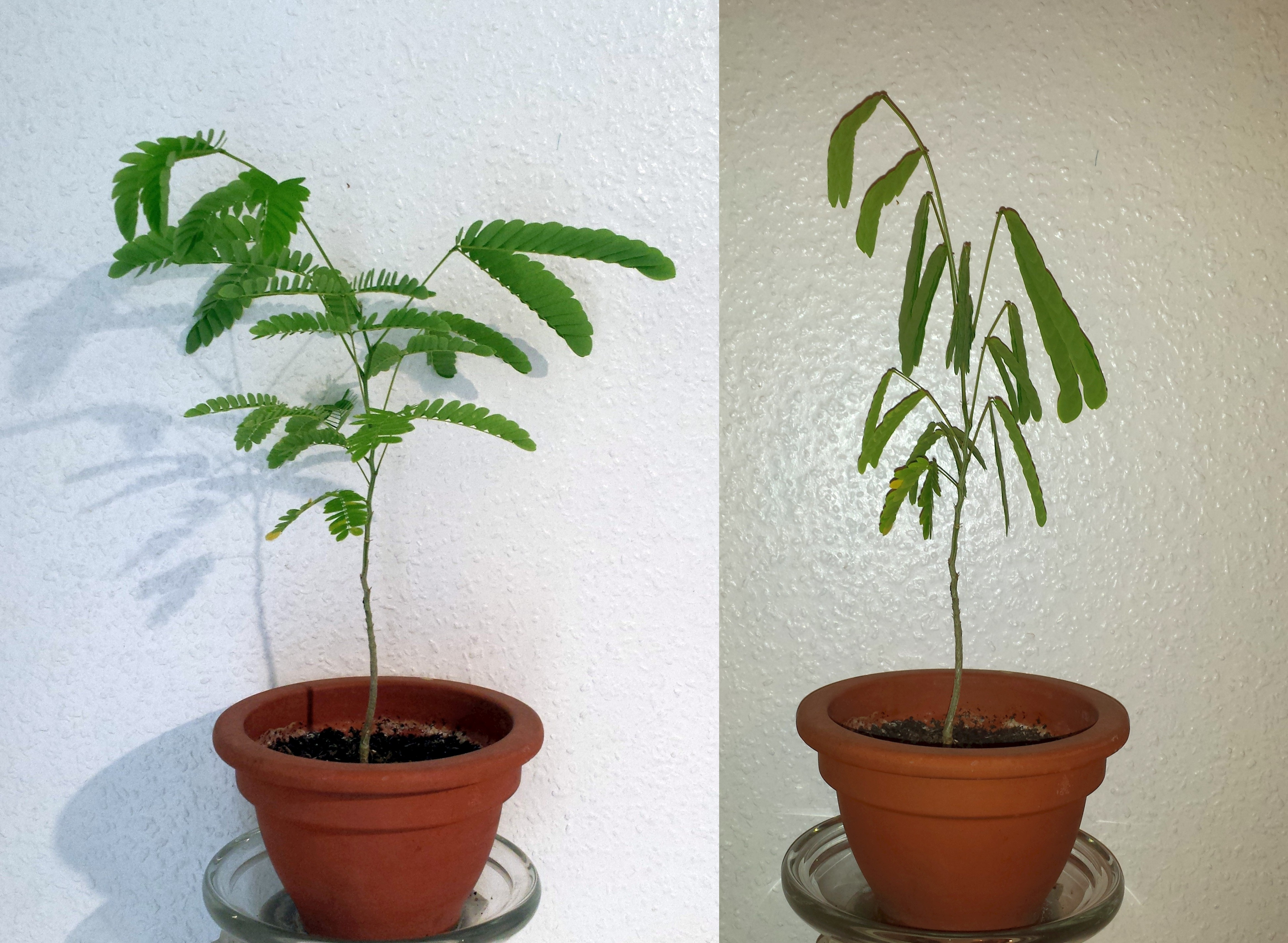
Rythme moteur des feuilles chez Albizia julibrissin, une plante modèle utilisée dans les recherches de Satter.

Le mouvement circadien des feuilles a été observé pour la première fois par le moine français Jean-Jacques Dortous de Mairan au XVIIIe siècle. Il s'agissait d'une méthode si essentielle pour observer les rythmes circadiens des plantes que le phénomène a été surnommé les « aiguilles de l'horloge circadienne ». Cependant, ce n'est qu'avec les travaux révolutionnaires de Satter que les mécanismes moléculaires de ce phénomène ont été compris.
Satter a travaillé à déchiffrer la structure et la fonction des coussinets foliaire, des organes moteurs spécialisés des plantes situés à la base des feuilles et des folioles qui permettent aux feuilles de s'étendre et de se replier. Elle a identifié que les changements dans les concentrations d'ions potassium et chlorure dans les coussinets foliaire entraînent le flux d'eau osmotique, ou les changements dans la quantité d'eau dans la cellule. Les pulvini contiennent deux types de cellules, les cellules flexor et extensor,. Les travaux de Satter ont démontré que lorsque le flexor gagne des solutés et donc de l'eau pour augmenter sa rigidité, l'extensor perd des ions et de l'eau pour diminuer sa rigidité. Les changements de rigidité inverse coordonnés dans l'extensor et le flexor induisent l'extension ou l'effondrement du pulvinus pour soulever et abaisser les folioles.
Satter a également collaboré avec Richard Racusen de l'université du Vermont pour étudier les changements circadiens du potentiel de membrane des pulvinis. Satter a déterminé que les changements du potentiel de membrane étaient trop rapides pour être expliqués par le mouvement passif des ions potassium rapporté dans ses articles précédents. Elle a découvert une pompe à protons consommatrice d'énergie qui élimine les protons (H+) de la cellule, facilitant les changements électriques rapides observés ainsi que le flux d'ions potassium. Ainsi, Satter et Racusen ont déterminé que les changements du potentiel de membrane entraînent le flux d'ions nécessaire au mouvement circadien des feuilles. Des expériences supplémentaires observant le pH dans les cellules pulvinis flexor et extensor dans différentes conditions expérimentales (obscurité, lumière blanche, lumière rouge et lumière rouge lointaine) ont démontré que les niveaux de pH dans les cellules flexor et extensor étaient inversement corrélés. À partir de ces études, Satter a démontré que les pompes à protons étaient actives dans les cellules flexor dans l'obscurité et dans les cellules extensor à la lumière.

### Entraînement des cellules motrices
Satter a également dévoilé les mécanismes qui permettent aux mouvements circadiens des feuilles de se synchroniser avec les cycles lumière-obscurité. Elle a montré que les phytochromes, un type de photopigment (en) végétal, induisent des changements dans le potentiel membranaire des pulvini en réponse à la lumière rouge et rouge lointain,,.
Les phytochromes ont deux formes isomères interconvertibles, Pfr et Pr. La lumière rouge convertit le phytochrome du pulvinus en forme P fr qui favorise la fermeture des feuilles, tandis que l'exposition à la lumière rouge lointaine convertit le photopigment en forme P r et favorise l'ouverture des feuilles. Le phytochrome Pfr dépolarise la membrane cellulaire en ouvrant les canaux ioniques potassiques et en facilitant le flux d'ions potassium tandis que Pr hyperpolarise la membrane cellulaire pour fermer le canal ionique potassique et empêcher le flux d'ions. Au cours de 24 heures, la quantité de lumière rouge et rouge lointain dans l'environnement change, de sorte que la forme du phytochrome dans le pulvinus change également au fil du temps, provoquant l'ouverture ou la fermeture des feuilles de la plante en raison du cycle lumineux environnemental.
Satter a également étudié d’autres méthodes d’entraînement du mouvement des feuilles, notamment les effets de la lumière bleue. Satter et ses collègues ont montré que la lumière bleue entraîne des décalages de phase (en) dans le mouvement des feuilles chez Samanea saman et Albizia. Satter a découvert que l’exposition à la lumière bleue peut affecter le moment où les feuilles des plantes s’étendent et que le moment de l’exposition à la lumière bleue détermine si les feuilles s’étendent plus tôt ou plus tard que prévu. Bien que ces études aient révélé que la lumière bleue pouvait avancer ou retarder les rythmes circadiens du mouvement des feuilles, le photorécepteur qui intervient dans cette réponse ne sera découvert que plus tard.